# Gheorghe Dinică
Gheorghe Dinică (en roumain : [ˈɡe̯orɡe diˈnikə]) est un acteur roumain né le 1er janvier 1934 à Bucarest et mort le 10 novembre 2009 dans la même ville. Il a joué notamment dans L'Homme sans âge de Francis Ford Coppola. Gheorghe Dinică a joué pour le théâtre et le cinéma.